# Кэдэви, Тимоти
Тимоти Джеймс Кэдэви (англ. Timothy James Kadavy; род. 25 ноября 1963 года, Линкольн, Небраска, США) — американский военачальник, генерал-лейтенант армии США в отставке. С 27 марта 2015 года по 25 марта 2019 года занимал пост начальника Армии Национальной гвардии. Ранее он занимал должности специального помощника заместителя начальника Управления национальной гвардии, генерал-адъютанта Национальной гвардии Небраски, заместителя директора Армии Национальной гвардии и командующего Объединённой межведомственной оперативной группы в Афганистане, которая входила в состав миссии Международных сил содействия безопасности НАТО в Афганистане. 5 марта 2019 года президент Дональд Трамп назначил Кэдэви заместителем начальника Бюро национальной гвардии в звании генерал-лейтенанта. 3 января 2020 года Сенат вернул президенту его кандидатуру без принятия решения. После ухода с поста начальника Армии Национальной гвардии он занимал должность специального помощника начальника Управления национальной гвардии с 23 мая 2019 года до своей отставки 3 августа 2020 года.

## Биография
Тимоти Джеймс Кэдэви родился 25 ноября 1963 года в Линкольне, штат Небраска, в семье Лео Айвана Кэдэви и Роуз Бохэти Кэдэви. В 1982 году он окончил старшую школу Миллард Саут в Омахе и поступил на службу в Армию Национальную гвардию Небраски. В 1987 году получил звание второго лейтенанта бронетанковых войск по программе подготовки офицеров запаса при Университете Небраски.
Свою офицерскую карьеру начал в качестве командира взвода в отряде А 1-го эскадрона 167-го кавалерийского полка. В период до мая 1994 года он занимал следующие должности: старший офицер отряда В 1-го эскадрона 167-го кавалерийского полка; офицер связи в штабе 1-го эскадрона 167-го кавалерийского полка; помощник офицера по операциям и обучению в штабе 1-го 167-го кавалерийского полка; командир отряда В 1-го эскадрона 167-го кавалерийского полка и кадровый штабной офицер 1-го 167-го эскадрона кавалерийского полка. С мая 1994 по август 2001 года Кэдэви служил в штабах 5-й Армии, Командовании Вооружённых сил и Управлении национальной гвардии. С сентября 2001 по сентябрь 2003 года он был командиром 1-го эскадрона 167-го кавалерийского полка, который был отправлен в Боснию и Герцеговину для участия в операции «Объединенная кузница».
С сентября 2003 по июнь 2004 года Кэдэви был студентом программы Военного колледжа армии США при Управлении по борьбе с наркотиками. С июля 2004 по март 2006 года он занимал должность начальника отдела планирования, готовности и мобилизации Армии Национальной гвардии. Затем с апреля по сентябрь он служил в Ираке в качестве начальника подразделения резервного компонента Многонационального корпуса. По возвращении в Америку до октября 2007 года Кэдэви находился на посту офицера по операциям и обучению в Армии Национальной гвардии. В ноябре 2007 года Кэдэви был назначен генерал-адъютантом Национальной гвардии Небраски, сменив Роджера Лемпке, и был произведён в бригадные генералы в январе 2009 года. До этого в августе был назначен заместителем командующего Армии Национальной гвардии. В декабре 2010 года ему было присвоено звание генерал-майора.
В январе 2013 года Кэдэви был назначен командующим Объединённой межведомственной оперативной группой в Афганистане. В марте 2014 года вернулся в Америку и приступил к работе в качестве специального помощника заместителя начальника Управления национальной гвардии. 10 марта 2015 года президент Барак Обама выдвинул кандидатуру Кэдэви на пост следующего начальника Армии Национальной гвардии с присвоением ему звания генерал-лейтенанта действительного армейского резерва. Был утверждён на должность Сенатом 27 марта и повышен в должности 14 апреля.
В марте 2019 года президент Дональд Трамп выдвинул кандидатуру Кэдэви на должность заместителя начальника Управления национальной гвардии, а действующий заместитель начальника Дэниел Хокансон был назначен преемником Кэдэви на посту начальника Армии Национальной гвардии. Тогда же Тимоти Джеймс вернулся на должность специального помощника начальника Управления Национальной гвардии в своем постоянном двухзвёздочном звании генерал-майора в ожидании утверждения Сенатом, что позволило Хокансону занять новый пост. 3 января 2020 года Сенат вернул кандидатуру Кэдэви президенту без принятия решения. 3 августа генерал-лейтенант вышел в отставку.